# Ernie C
Ernie Cunnigan, bedre kendt som Ernie C, er lead guitarist i rap metal-bandet Body Count. Han voksede op i Compton i Californien og havde været en god ven af Ice T i lang tid da han kom med i bandet. Ernie C producerede også de demobånd som førte til pladekontrakter til Stone Temple Pilots og Rage Against the Machine, såvel som Black Sabbath-albummet Forbidden.

## Eksterne links
- Ernie C på Myspace